# 冈本至恩
岡本至恩（日语：／ Okamoto Shion */?，1995年1月13日—），日本模特。

## 人物事件
- 2012年，岡本至恩在神奈川县立百合丘高级中学毕业后，开始从事模特，曾出演日本真人秀《双层公寓》；[1]
- 签署インキュベーション事務所；[1]
- 2020年8月3日，岡本至恩被日本警方查出疑似持有装着液体大麻的容器，并在他的住处搜出大麻。随后岡本至恩被日本警方逮捕并被インキュベーション事務所除名。[2]